# Hörbilder
Die Sendung Hörbilder ist neben der Sendung Tonspuren – Hörbilder zur Literatur die prominenteste Sendefläche der Feature-Redaktion von Österreich 1 (Ö1).
Die Sendereihe wurde 1977 gestartet. Derzeit wird sie jeden Samstag zwischen 9:05 und 10 Uhr im Programm „Österreich 1“ ausgestrahlt, an Feiertagen zwischen 10:05 und 11 Uhr. Dabei werden in der Regel ORF-Features gesendet, regelmäßig finden aber auch Ko-Produktionen und deutsche Produktionen einen Sendeplatz.
Bekannte österreichische Featureautoren der ersten Stunde waren u. a.: Richard Goll, Alfred Treiber, Bert Breit, Robert Weichinger und Peter Klein.
Seit 2006 haben die Featureautorinnen Elisabeth Stratka und Eva Roither von Peter Klein die Leitung der Hörbilder-Redaktion übernommen.
Zwischen 1977 und 1995 bestand auf der Popwelle Ö3 die Sendereihe Kopf-Hörer für die viele der auf Ö1 in der Reihe Hörbilder ausgestrahlte Produktionen übernommen wurden.

## Auszeichnungen
- 2007: „Prälat Leopold Ungar Preis“ für Svete Table. Die Tafeln in unseren Köpfen. Von Katja Gasser und Peter Zimmermann
- 2007: „featurepreis 07“ der Stiftung Radio Basel (2. Platz) für Gefangen in Kabul. Ein CIA-Opfer erzählt. Von Christian Brüser
- 2008: „featurepreis 08“ der Stiftung Radio Basel (1. Platz) für Mord im Zillertal. Der rätselhafte Absturz des Morduch Max Halsmann. Von Eva Roither
- 2009: „Civis Medienpreis für Integration“ und „Prälat Leopold Ungar Preis“ für das Feature Karntn is lei ans. Geschichte einer Abschiebung. Von Doris Stoisser
- 2009: „Prix Europa“, Lobende Erwähnung für das Feature Das Leben ist nicht gut. Wie das Schaumrollenweibi Steffi und Clown August ein Paar wurden, sich trennten und nach 40 Jahren wieder begegneten. Von Isabelle Engels
- 2009: „Radiopreis der Erwachsenenbildung“ für die Redaktionsleitung der Sendereihe Hörbilder. An Elisabeth Stratka und Eva Roither
- 2009: „featurepreis 09“ der Stiftung Radio Basel (3. Platz) für Koranschüler. Mein Aufenthalt in einer pakistanischen Madrasa. Von Christian Brüser
- 2010: „Prälat Leopold Ungar Preis“ für Die Kinder vom Schwedenstift. Von Isabelle Engels
- 2010: „featurepreis 10“ der Stiftung Radio Basel (2. Platz)für Verkauft. Wie Ayub, Akhdar, Ahmed und Abu Bakr im Gefangenenlager Guantanamo Bay landeten. Von Christian Lerch
- 2011: Prix Europa für das beste europäische Feature für Die Herrinnen. Szenen einer Zweckgemeinschaft von Eva Roither und Martin Leitner
- 2011: „featurepreis 13“ der Stiftung Radio Basel (3. Platz) für Die Herrinnen. Szenen einer Zweckgemeinschaft von Eva Roither und Martin Leitner
- 2011: „featurepreis 11“ der Stiftung Radio Basel (1. Platz) für Die Gartengallier. Unbeugsamer Widerstand in Wiener Neustadt. Von Monika Kalcsics
- 2011: „Prälat Leopold Ungar Preis“ für Landgrabbing – die globale Jagd nach Ackerland. Von Christian Brüser
- 2011: „Prix Bohemia Radio“ für das Feature Die Kinder vom Schwedenstift. Von Isabelle Engels
- 2012: „Prof. Claus Gatterer-Preis“
- 2012: „Journalistenpreis des österreichischen Hilfswerks“ für das Feature Was lange gärt, wird endlich Wut. Protokoll eines Asylverfahrens. Von Ursula Scheidle und Arno Aschauer
- 2012: Prix Europa für das beste europäische Feature für Life´s Holiday. Über die Pflege europäischer Demenzkranker in Thailand. Von Franziska Dorau
- 2013: „Eduard Ploier-Preis“ für das Feature Der Freiheit eine Gasse. Der Wiener Journalist Benjamin Kewall und sein Revolutionstagebuch aus dem Jahr 1848. Von Günter Kaindlstorfer
- 2013: „featurepreis 13“ der Stiftung Radio Basel (1. Platz) für Special Agent Miller. Wie der Jude Alfred Müller zum "Inglourious Basterd" wurde. Von Günter Kaindlstorfer und Andreas Kuba
- 2013: „Journalismuspreis von unten“ der Armutskonferenz für Dieser Zug hält in allen Stationen außer Salone. Roma und Sinti in Rom. Von Christina und Martin Höfferer
- 2013: „Dr.-Karl-Renner-Publizistikpreis“ für Allahu Akbar in Klagenfurt. Der Klagenfurter Imam Amir al-Amin und sein Weg vom Asylwerber zum österreichischen Staatsbürger. Von Ernst Weber
- 2013: „Prix Bohemia Radio“ für das Feature Neun Tage-zwei Zehennägel-nach Hause gehen. Von Anna Katharina Laggner
- 2013: „Radiopreis der Erwachsenenbildung“ für Almas kleiner Fotograf. Von Susanne Ayoub
- 2014: Silber bei den „New York Festivals International Radio Program Awards“ für Ohne Abschied. Mit dem Verlust eines Kindes leben. Von Eva Roither
- 2014: Bronze bei den „New York Festivals International Radio Program Awards“ für I cried to Lagos. Vincent und seine Helfer. Von Natasa Konopitzky und Thomas Gasser
- 2014: „Dr. Karl Renner Publizistikpreis“ für Prinzessin Vukobrankovics. Die 3 Leben der Elisabeth Thury. Von Susanne Ayoub
- 2015: Bronze bei den „New York Festivals International Radio Program Awards“ für Zaatari. Gebrauchsanleitung eines Flüchtlingslagers. Von Monika Kalcsics
- 2015: Prälat-Leopold-Ungar-JournalistInnenpreis für Zaatari. Gebrauchsanleitung eines Flüchtlingslagers. Von Monika Kalcsics[1]
- 2015: „Prix Italia Spezialpreis des italienischen Staatspräsidenten“ für Zwei Mütter. Von Isabelle Engels
- 2015: „featurepreis 15“ der Stiftung Radio Basel (3. Platz) für Zwei Mütter. Von Isabelle Engels
- 2015: „Dr.-Karl-Renner-Publizistikpreis“ für Vielleicht hätte ich dich lieben sollen. Von Johannes Gelich
- 2020: New York Festivals International Radio Awards – Gold in der Kategorie Documentary/Heroes für Renate Maurers Feature Das Mädchen, das vom Himmel fiel (Ton: Robert Pavlecka, Sprecher: Irina Wanka, Jörg Stelling, Redaktion: Eva Roither)[2]
- 2020: CIVIS Audio Award in der Kategorie Lange Programme für Der Tod des Soumayla Sacko von Franziska Sophie Dorau[3]
- 2021: CIVIS Audio Award in der Kategorie Lange Programme für Willkommen in Weikendorf von Claudia Gschweitl[4]
- 2021: Radiopreis der Erwachsenenbildung Österreich für Darf's ein bisserl weniger sein? SystemerhalterInnen: viel Arbeit, wenig Lohn von Johanna Hirzberger in der Sparte Dokumentation, Information[5][6]